# Vineri

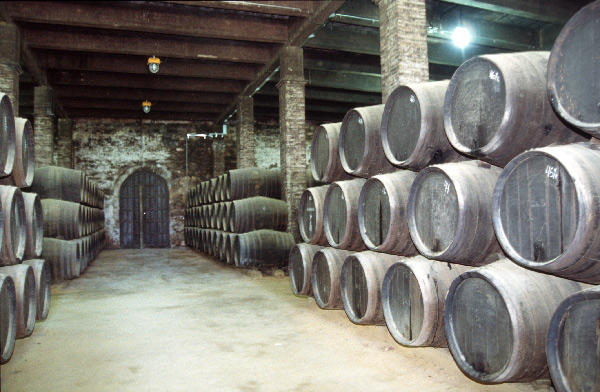
Sherryvineri i Jerez de la Frontera

Ett vineri är en anläggning som framställer vin. Här bearbetas druvorna, vinet får mogna och tappas sedan på flaska. Ett vineri behöver inte ha någon egen vingård, där druvorna odlas. Ofta finns vineri och egen vingård på samma ställe, men det finns många exempel på vinerier som enbart producerar vin på druvor som hämtas in från externa vinodlare. I Georgien kallas ett mindre traditionellt vineri för marani.  